# BRENDA
BRENDA (The Comprehensive Enzyme Information System) is een informatiesysteem waarin enzymen zijn geïndexeerd. Het is een databank die moleculaire en biochemische informatie bevat over enzymen die door de IUBMB zijn geclassificeerd. 
Elk enzym in BRENDA wordt geclassificeerd met betrekking tot de biochemische reactie die het enzym katalyseert. De chemische eigenschappen van de betrokken reagentia (dat wil zeggen substraten en producten) worden hierbij beschreven. BRENDA bevat gegevens die handmatig uit primaire wetenschappelijke literatuur zijn gehaald en aanvullende gegevens die zijn afgeleid met behulp van automatische methoden.